# Catasetum mattosianum
Catasetum mattosianum är en orkidéart som beskrevs av Hamilton Dias Bicalho. Catasetum mattosianum ingår i släktet Catasetum och familjen orkidéer. Inga underarter finns listade i Catalogue of Life.